# Said Emami
Said Emami (persisch سعید امامی) oder Said Eslami, auch Daniyal Ghavami oder Mojtaba Ghavami (* 1959 in Schiras, Iran; † Juni 1999 im Teheraner Evin-Gefängnis) war ein iranischer Politiker. Er war stellvertretender Minister des iranischen Geheimdienstes VEVAK und als Haupttäter bei der als Kettenmorde bekannten Mordserie an oppositionellen Intellektuellen angeklagt.

## Leben
Said Emami wurde als Daniyal Ghavami in Schiras geboren und wuchs in einer Familie mit iranisch-jüdischen Wurzeln auf. Vor der Islamischen Revolution 1979 in Iran studierte er in den USA in Oklahoma, arbeitete anschließend für die iranische Botschaft in Washington und kehrte 1981 nach Iran zurück. Er wurde 1984 von Said Hajjarian in den VEVAK aufgenommen. Im Dezember 1996 soll er in Hamadan/Westiran eine Rede gehalten haben, bei der er unter anderem behauptete, die Zahl der jüdischen Opfer Hitlers betrage nur eine Viertelmillion. Emami war, wie Navid Kermani schreibt, „für die Schmutzarbeit im Inneren zuständig“. Offiziell wurde die Beteiligung von Mitarbeitern des iranischen Geheimdienstes an den Morden zugegeben, der Prozess an ein Militärgericht übergeben und dort geheim verhandelt. Said Emami soll während der Badezeit – so die offizielle Version – durch die Einnahme eines Enthaarungsmittels in der Untersuchungshaft Suizid verübt haben. Drei Angeklagte wurden in diesem Geheimprozess zum Tode, zwei zu lebenslanger Haft verurteilt. Das Revisionsgericht wandelte die Todesstrafe in 10 Jahre Haft bzw. die anderen Strafen in kurze Haftstrafen um.